# Chongxin
Der Kreis Chongxin (崇信县; Pinyin: Chóngxìn Xiàn) ist ein Kreis der bezirksfreien Stadt Pingliang in der chinesischen Provinz Gansu. Die Fläche beträgt 852,8 Quadratkilometer und die Einwohnerzahl 104.500 (Stand: Ende 2018).
Der Wukang-wang-Tempel (Wukang wang miao 武康王庙), der nach Li Yuanliang 李元谅 auch Li Yuanliang qingong benannt ist, steht seit 2001 auf der Liste der Denkmäler der Volksrepublik China (5-436). 